# NGC 4889
NGC 4889 (콜드웰 35)는 4형 초거대 타원 은하이다.

## 발견 및 역사
영국의 천문학자 프레드릭 윌리엄 허셜이 1785년에 밝은 성운 상의 천체를 수록하는 과정에서 발견하였다.
- NGC 4889에 관해 처음으로 알려진 관측은 1785년 프레드릭 윌리엄 허셜 1세와 그를 보조했던 여동생 캐롤라인 루크레티아 허셜의 관측이다.
- 프레드릭 윌리엄 허셜은 이 천체를 1년 후인 1786년에 출판된 성운 및 성단에 관한 목록에 수록하였다. 1864년, 그의 아들인 존 프레드릭 윌리엄 허셜은 성운 및 성단에 관한 일반 목록을 출판하였다. 그는 그의 아버지가 수록한 천체들에 아버지가 어느 정도 잘못 관측한 다른 것들을 더하였다. 1888년 덴마크-아일랜드의 천문학자 존 루이스 에밀 드레이어는 총 7,840개의 천체를 기록하고 있는 성운 및 성단에 관한 신판일반목록(NGC)을 발표하였다. 그는 자신의 목록에서 이 천체를 잘못하여 NGC 4884번과 NGC 4889번이라는 명칭으로 두 번 수록하였다. 20세기에는 NGC 목록의 오류를 발견하고 정정하기 위해 NGC/IC 계획, 개정된 성운 및 성단에 관한 신판일반목록, NGC 2000.0 계획과 같은 몇몇 계획이 착수되었다. 이후에 NGC 목록에서의 이 천체의 명칭은 뒤의 명칭인 NGC 4889로 결정되어 오늘날 사용되고 있다.
- 1995년 12월, 패트릭 콜드웰 무어는 메시에가 자신의 목록에 수록하지 못한 109개의 밝은 천체를 수록한 콜드웰 목록을 작성하였다. 이 목록에 포함된 NGC 4889는 콜드웰 35번이라는 명칭이 주어졌다.

## 소속 은하단
NGC 4889는 지구로부터 약 9,400만 파섹(약 3억 800만 광년) 떨어져 있는 북쪽 머리털자리 은하단에서 가장 밝은 은하이다.

## 관측

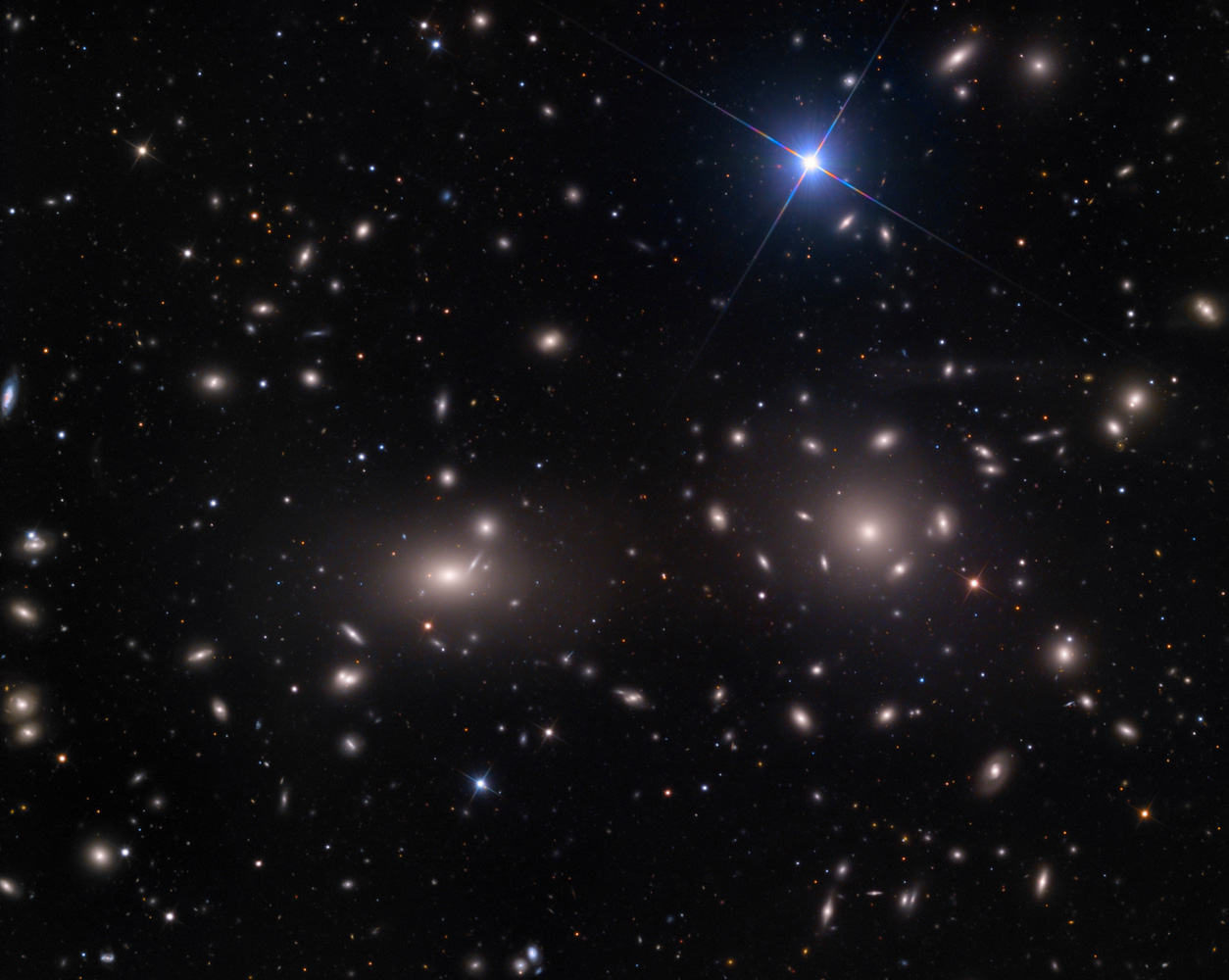
머리털자리 은하단의 광역 사진. NGC 4889는 왼쪽의 밝은 은하이다. 그 오른쪽의 은하는 NGC 4874이며, 그 위쪽의 별은 은하단과 상관 없는 전경의 별 HD 112887이다.

## 구조
우리 은하와 같은 평탄한 원반형의 나선 은하와는 달리, NGC 4889는 먼지띠나 나선팔이 보이지 않으며 은하 중심으로부터의 거리에 따라 광도가 감소하는, 매끄럽고 특색 없는 달걀형 윤곽선을 가지고 있다. 은하의 중심에는 떨어지는 기체와 먼지와의 마찰을 통해 은하단 내부 매질을 가열하는 초대질량 블랙홀이 있다.

## 엑스선 방출
은하에 의한 엑스선 방출은 은하단 내부 수 백만 광년 만큼 뻗어 있다.

## 질량 분포
다른 유사한 타원 은하와 마찬 가지로 NGC 4889의 질량 일부분은 별들로 이루어져 있다. 이들은 은하 내부의 팽대부 처럼 평탄하고 비 균일한 분포를 띤다.

## 성간 매질의 존재
별 사이에는 진화한 별들로부터 방출된 무거운 원소로 가득 찬 밀한 성간 매질이 있다. 또한 은하는 직경이 약 100만 광년에 이르는 무정형의 항성 헤일로를 가지고 있으며, 매우 많은 수의 구상성단이 은하를 공전하고 있다. NGC 4889는 연엑스선, 자외선, 전파의 강력한 광원이기도 하다.

## 천문학적 의의
NGC 4889는 지구에서 쉽게 관찰할 수 있는 가장 크고 가장 무거운 은하 중 하나이기 때문에 아마추어 및 전문 천문학에서 중요한 역할을 하였고, 더 먼 우주에 있는 다른 초거대 타원 은하의 동역학적 진화를 연구하는 것에 대한 원형이 되었다.

## 천체 목록 수록
NGC 4889는 메시에 목록으로 유명한 프랑스의 천문학자 샤를 메시에가 실제로 몇몇 메시에 천체만큼 밝아 보이는 천체임에도 불구하고 수록하지 않은 천체이다.

## 위치
NGC 4889는 머리털자리의 고적위 영역, 사냥개자리의 남쪽 부분을 따라 위치해 있다. 천체의 위치는 머리털자리 베타와 머리털자리 감마를 잇는 선을 따라 추적할 수 있다.

## 관측 방법
겉보기 등급이 +11.4 등급인 NGC 4889는 12인치 구경의 망원경으로 볼 수 있다. 그러나 이것의 가시성은 밝은 머리털자리 베타로 인한 광공해에 크게 영향을 받는다. 달이 없는 매우 어두운 밤하늘에는 작은 망원경으로 봤을 때 희미한 자국처럼 보인다. 은하의 헤일로를 보기 위해서는 더 큰 망원경이 필요하다.

## 분류
1959년 허블순차를 경신한 프랑스 천문학자 제라르 드 보클레르의 은하의 형태분류 체계에서 NGC 4889는 E4형 타원 은하로 분류된다. 이는 은하의 별들이 평탄한 분포를 보임을 의미한다. 또한 미국의 천문학자 윌리엄 윌슨 모건이 1958년에 타원형의 핵을 둘러싸는 무정형의 거대하고 먼지 없는 확산 헤일로를 가진 은하를 기술하기 위해 창안한 cD 은하, 거대 D형 은하로 분류되기도 한다.

## 적색편이를 통한 거리 측정
NGC 4889는 적색편이를 통해 거리를 측정할 수 있을만큼 멀리 있다. 슬론 디지털 전천 탐사로 얻은 은하의 적색편이 0.0266과, 2013년 ESA 코브라스/삼바/플랑크 탐사로 측정한 허블상수로 결정되는 은하의 거리는 지구로부터 94 메가파섹(3억 800만 광년)이다.

## 지름의 의의
NGC 4889는 우리 은하로부터 반경 100 메가파섹(3억 2,600만 광년) 이내에서 가장 크고 가장 무거운 은하일 것이다. 은하는 하늘에서 2.9분에 해당하는 유효반경을 가지고 있는데, 길이로 환산하면 23만 9,000 광년으로, 대략 안드로메다자리 은하의 크기이다. 덧붙여서 은하의 거대한 무정형 헤일로는 17.8분 정도 뻗어 있는데, 거의 태양의 각지름의 절반에 해당한다. 이를 환산하면 지름 130만 광년이다.

## 질량
은하는 크기에 걸맞게 극도로 무겁기도 하다. 우리 은하와 특징이 비슷하다고 가정하면 NGC 4889의 질량은 거의 8조 태양질량이다. 그러나 NGC 4889는 평탄한 나선형이 아닌 3 차원 적 윤곽을 가진 구형이기 때문에 15조 태양질량 정도로 더 크다. 하지만 여타 타원 은하에서와 같이, NGC 4889의 질량의 단 일부분 만이 별과 복사 에너지의 형태를 취하고 있다. 다른 은하와 같이 질량 대 빛의 비를 6.5로 가정하면, NGC 4889는 우리 은하보다 1,000배 정도 무겁다.

## 속도 분산측정
2011년 12월 5일, 천문학자들은 두 무거운 은하, NGC 4889와 사자자리 은하단의 NGC 3842의 중심 영역의 속도분산을 측정하였다.

## 중심블랙홀
연구 자료에 따르면, 그들은 NGC 4889의 중심 블랙홀이 우리 은하의 중심 블랙홀보다 약 5,200배, 또는 태양보다 2.1×1010(210억) 배(최적값, 측정 범위는 60억 ~ 370억 태양질량) 무겁다는 것을 알아 내었다. 이는 여태껏 발견된 블랙홀 중 가장 무거운 블랙홀 하나이다. 블랙홀의 사건의 지평선 직경은 약 1,240억 킬로미터로 명왕성의 궤도 지름의 12배에 해당한다. 블랙홀 주변에서 관측된 이온화된 매질은 NGC 4889가 과거에 퀘이사였음을 시사한다.

## 은하의 역사
NGC 4889와 같은 거대타원은하는 그보다 작은 은하들의 다중 병합의 결과로 여겨진다. 새로운 별이 형성되었던 무정형 성운에는 소량의 먼지가 존재하는데, 그래서 항성 분포는 주로 수소와 헬륨 외의 원소가 상대적으로 적게 함유된 늙은 항성종족 II형의 별들로 이루어져 있다. 은하의 달걀 형태는 우리은하와 같은 나선은하에서 볼 수 있는 규칙적인 회전운동 대신에, 구성 별들의 무작위 궤도 운동에 의해 유지된다.
은하 내에서 별 사이의 공간은 무정형의 성간 기체로 채워져 있다. 성간매질은 주계열의 수명을 다한 별들이 방출한 원소들로 이루어져 있다. 탄소와 질소는 중간 질량의 별이 점근거성가지를 통과하는 과정을 통해 지속적으로 공급되고 있다. 산소에서 철까지 더 무거운 원소들은 주로 은하 내부의 초신성폭발로 형성된 것이다. 성간매질은 은하 중심의 SMBH로 유입되는 기체의 방출광으로 인해 계속 가열된다.

## 특징

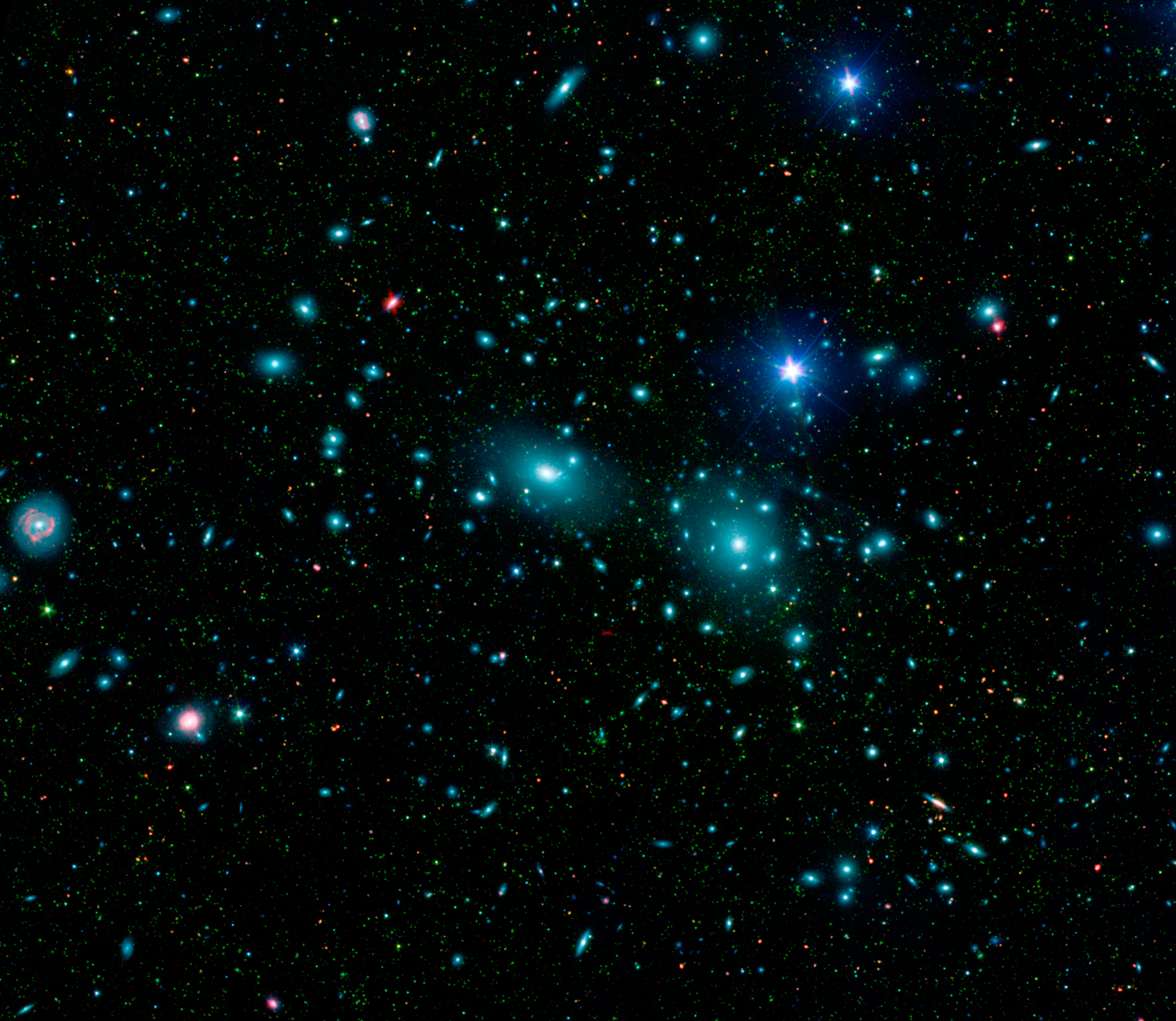
슬론 디지털 전천 탐사와 스피처 우주 망원경의 자료로 얻은 머리털자리 은하단. NGC 4889는 중심에 있다.

NGC 4889는 NGC 4874와 함께 2만 개의 은하로 이루어진 거대한 은하단, 머리털자리 은하단의 부속 A의 중심에 위치해 있다. (NGC 4889와 NGC 4874 둘 다 은하단의 주요 천체이지만) NGC 4889는 가끔씩 은하단의 중심으로 언급되기도 하며, 은하를 일컫는 다른 명칭으로는 A1656-BCG(가장 밝은 은하단 은하)가 있다. 은하단의 총 질량은 4×1015 (4,000조) 태양질량으로 추정된다.
머리털자리 은하단은 머리털자리 초은하단의 정 중앙에 위치한다. 초은하단은 라니아케아 초은하단과 가장 가까운 초은하단 중 하나이다. 머리털자리 초은하단 그 자체는 CfA2 장성의 중심인 CfA2 장성의 내부에 있다. CfA2 장성은 지구로부터 가장 가까운 은하 필라멘트로, 우주에서 가장 거대한 구조 중 하나이다.

## 같이 보기
- 머리털자리
- 머리털자리 은하단